# Andrónico II de Trebisonda
Andrónico II Comneno (en griego: Ανδρόνικος Β΄ Μέγας Κομνηνός, Andronikos II Megas Komnēnos; 1240-1266) fue emperador de Trebisonda de 1263 a 1266. Fue el hijo mayor de Manuel I de Trebisonda con su primera esposa, Ana Xylaloe, una noble trapisondesa.
Durante los tres años de su reinado Trebisonda continuó floreciendo como un centro comercial - dos comerciantes de Marsella fueron allí en 1263 y 1264 llevando una carta de presentación de Carlos de Anjou, conde de Provenza.

Su reinado es significativo por una sola cosa, la pérdida de Sinope en 1265. Junto con ello, perdió la última esperanza de reconquista de Constantinopla y dejó de incidir en los asuntos del Imperio bizantino. Según Fallmerayer, la soberanía mongola aceptada por Manuel I terminó con la muerte de Hulagu Kan en 1265, pero esta teoría es controvertida y probablemente errónea a la vista de los acontecimientos posteriores y la deposición de su sucesor, Jorge.
Andrónico fue sucedido por su medio hermano Jorge.